# Eloy Bejarano Sánchez
Eloy Bejarano Sánchez (Zarza de Granadilla, 1855-Madrid, 5 de mayo de 1917) fue un médico, profesor, científico e investigador español. 

## Biografía
Cursó sus estudios superiores en la Universidad de Salamanca, licenciándose en Medicina en 1874 y tres años después se licenció en Ciencias Físico Químicas en la misma universidad. En 1895 obtuvo en Madrid el título de doctor en Medicina y Cirugía. Ejerció como médico rural, como médico de la corte, como profesor y tuvo diversos cargos públicos, consejero de Sanidad y de Instrucción Pública, secretario del Consejo de Sanidad, comisario regio del Colegio Nacional de Sordomudos y Ciegos, inspector general de Sanidad Interior y delegado del Ministerio de la Gobernación para la extinción de la epidemia de viruela en diciembre de 1903. 
Participó en congresos nacionales e internacionales. Publicó numerosos artículos y libros entre los que se encuentran El escepticismo en medicina, Aguas azoadas, El empleo del láudano en el cólera, El nitrógeno y la medicación nitrogenada, La gripe o El tratamiento pedagógico de los sordomudos.
Miembro de la Real Academia Nacional de Medicina (1906), cuyo discurso de ingreso tituló: "El ejercicio profesional de la Medicina en nuestros días".
Recibió numerosos reconocimientos honoríficos como: Gran Cruz de Beneficencia, Gran Cruz de Caballero del Mérito Naval, Comendador de la Orden de Villaviciosa de Portugal e Hijo Predilecto de Zarza de Granadilla, acto al que asistió el poeta José María Gabriel y Galán, leyendo un poema suyo.
Fue padre del coronel y periodista Leopoldo Bejarano Lozano (1879-1964) y del también médico dermatólogo e investigador Julio Bejarano Lozano (1893-1966). Falleció el 5 de mayo de 1917 en el sanatorio de Villa Luz.
En su localidad natal se puso su nombre a la plaza donde está ubicada la casa en la que nació.

## Obras
- El escepticismo en medicina
- Aguas azoadas
- El empleo del láudano en el cólera
- El nitrógeno y la medicación nitrogenada
- La gripe
- El tratamiento pedagógico de los sordomudos
- El ejercicio profesional de la Medicina en nuestros días, 1906, reimpreso en 1997.